# Gerd Andersson
Gerd Andersson, fullständigt namn Gerd Gunvor Andersson Bethke, född 11 juni 1932 i Adolf Fredriks församling i Stockholm, är en svensk balettdansör och skådespelare.
Andersson utbildades vid Kungliga Teaterns balettskola och utnämndes till premiärdansös 1958. 
Andersson dansade flera klassiska roller i verk av Antony Tudor och Birgit Cullberg. Tillsammans med Viola Aberlé gjorde hon efter 1976 TV-dokumentärer om kända personer inom dansen såsom Mary Skeaping, Antony Tudor och Maurice Béjart.
Hon är dotter till Josef Andersson och Karin Månsson, syster till skådespelaren Bibi Andersson,  och mor till skådespelaren Lars Bethke. Hon gifte sig 1961 med dansaren och producenten Veit Bethke som avled 1988.

## Filmografi
- 1951 – Sommarlek
- 1952 – Eldfågeln
- 1952 – Flyg-Bom
- 1952 – Kvinnors väntan
- 1953 – Foreign Intrigue (TV-serie)
- 1954 – Vi ser på TV
- 1954 – Balettprogram
- 1956 – Litet bo
- 1958 – Den store amatören
- 1961 – Karneval
- 1971 – Hem till byn (TV-serie)
- 1972 – Aquarius (TV-serie)
- 1982 – Pulcinella och Pimpinella
- 1983 – Fanny och Alexander
- 1984 – Abbalett
- 1986 – Bröderna Mozart
- 1989 – En herrgårdssägen

### Fotnoter
1. ↑  ”Gerd Andersson”. Svensk Filmdatabas. http://www.sfi.se/sv/svensk-filmdatabas/Item/?type=PERSON&itemid=63919&ref=%2ftemplates%2fSwedishFilmSearchResult.aspx%3fid%3d1225%26epslanguage%3dsv%26searchword%3dGerd+Andersson%26type%3dPerson%26match%3dBegin%26page%3d1%26prom%3dFalse. Läst 22 september 2012.
2. 1 2  Nationalencyklopedin multimedia plus, 2000
3. ↑  ”Gerd Andersson”. IMDb.com. Arkiverad från originalet den 10 mars 2016. https://web.archive.org/web/20160310161924/http://akas.imdb.com/name/nm0027676/. Läst 22 september 2012.
4. ↑  Svenska Dagbladet, 18 juli 1988, sid. 16